# Парламентские выборы в Италии (1870)
Всеобщие парламентские выборы 1870 года прошли 10 (первый тур) и 27 ноября (второй тур). На них были выбраны 443 члена Палаты депутатов Королевства Италия. Правящая либерально-консервативная партия «Правая» во главе с председателем Совета министров Джованни Ланца смогла немного улучшить свои показатели, получив примерно 48 % из 443 мест в палате. Всё же правым, представлявших в значительной степени аристократию Северной Италии и придерживавшихся умеренно-консервативных взглядов, вновь потребовалась поддержка умеренного крыла «Левой» и части независимых для того, чтобы обеспечить себе парламентское большинство.
Активность избирателей продолжила своё снижение. В голосовании приняли участие 240 974 человек из 530 018 имевших право голоса (население на тот момент составляло около 26 млн), таким образом явка составила 46,79 %. Явка могла быть и выше если бы не противодействие со стороны Католической церкви, глава которой, Пий IX, недовольный присоединением к Итальянскому королевству Рима и лишением пап светской власти, требовал, чтобы католики не принимали участие в выборах нового государства.

## Результаты выборов
| Партия                            | Оригинальное название | Голоса  | %     | Места |
| --------------------------------- | --------------------- | ------- | ----- | ----- |
| «Правая»                          | итал. Destra          | 89 642  | 37,2  | 211   |
| «Левая»                           | итал. Sinistra        | 69 393  | 28,8  | 162   |
| Радикалы                          | итал. Estrema         | 4 579   | 1,9   | 12    |
| Другие кандидаты                  |                       | 77 360  | 32,1  | 58    |
| Недействительные голоса           |                       | 11 040  | –     | –     |
| Всего                             |                       | 240 974 | 100   | 443   |
| Зарегистрировано избирателей/Явка |                       | 530 018 | 46,79 |       |